# Styrax argentifolius
Styrax argentifolius är en storaxväxtart som beskrevs av Hui Lin Li. Styrax argentifolius ingår i släktet Styrax och familjen storaxväxter. Inga underarter finns listade i Catalogue of Life.